# محدد شفاه

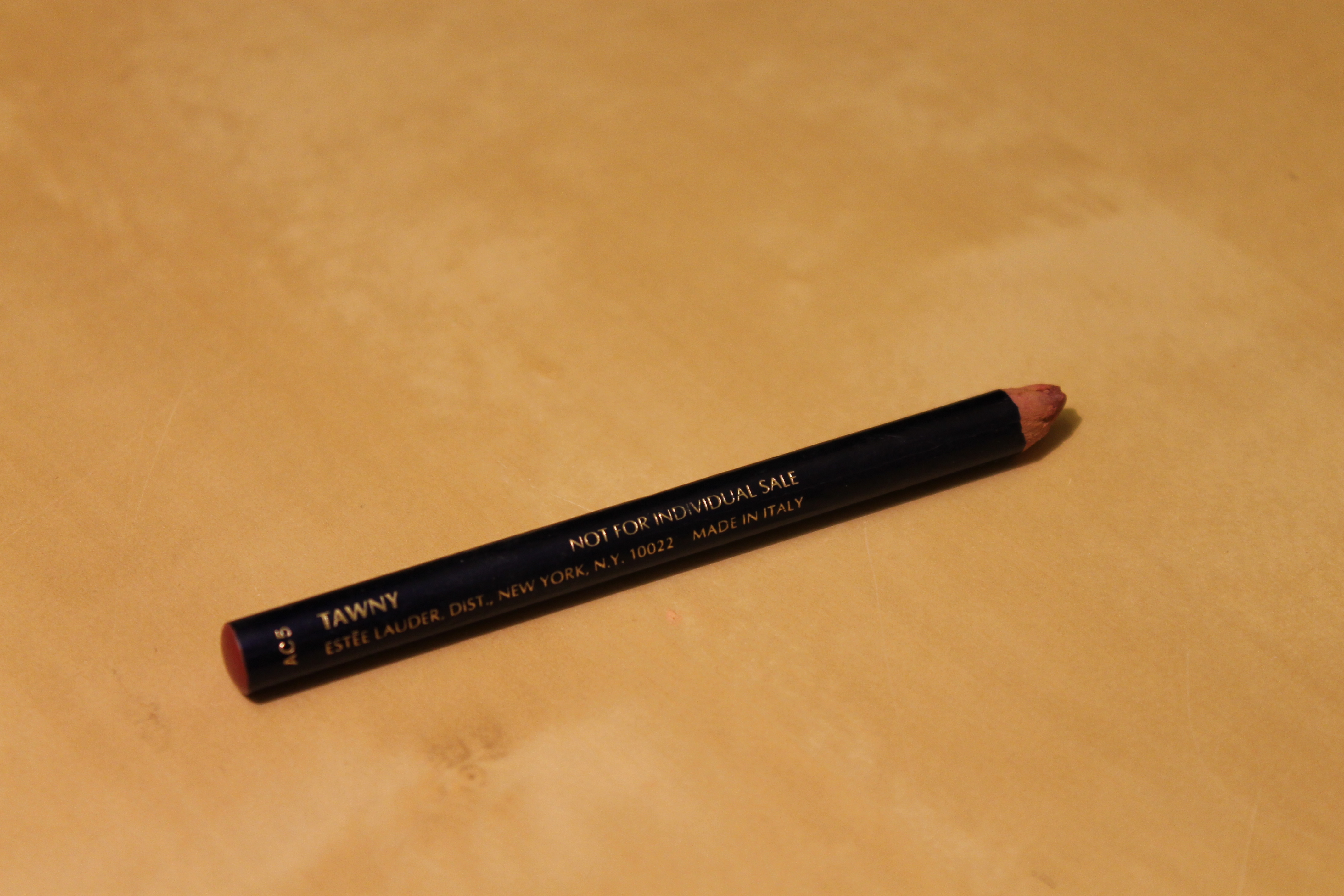
محدد شفاه

محدد الشفاه، المعروف أيضًا باسم قلم الشفاه، هو منتج تجميلي. الغرض منه هو ملء المناطق غير المستوية على الحواف الخارجية للشفاه قبل وضع أحمر الشفاه لإعطاء شكل أكثر نعومة. كما أنها تستخدم لتحديد الشفاه، والحفاظ على أحمر الشفاه داخل منطقة الشفاه، وخلق تباين أكبر وجعل الشفاه تبرز أكثر. بدلاً من ذلك، يمكن استخدام بطانة الشفاه لملء الشفة بالكامل قبل وضع أحمر الشفاه، وفي بعض الحالات يتم ارتداؤها على أنها أحمر شفاه بمفردها. يباع المنتج عادة في شكل أنبوب أو قلم قابل للسحب يمكن شحذه. عادة ما يكون قلم الشفاه متوفرًا في نفس مجموعة الألوان مثل أحمر الشفاه: على سبيل المثال، الأحمر، الوردي، البني، إلخ.

## مكونات
مثل أحمر الشفاه، تتكون محددات الشفاه من الشموع والزيوت والأصباغ. بالمقارنة مع أحمر الشفاه، تكون محددات الشفاه أكثر ثباتًا واتساقًا بعمق، مما يجعلها مناسبة للرسم على الشفاه بدقة. لهذه الأسباب، تحتوي محددات الشفاه على كمية أقل من الزيت ولكن الشمع والأصباغ أكثر من معظم أحمر الشفاه. يستخدم الشمع الياباني في صناعة محددات الشفاه.

## علامات تجارية
تنتج العلامات التجارية المصممة مثل شانيل وديور ومارك جاكوبس محددات الشفاه الخاصة بها. تشمل العلامات التجارية الأخرى على سبيل المثال لا الحصر كلينيك، وماك كوزمتكس.